# Xã Mine Creek, Quận Hempstead, Arkansas
Xã Mine Creek (tiếng Anh: Mine Creek Township) là một xã thuộc quận Hempstead, tiểu bang Arkansas, Hoa Kỳ. Năm 2010, dân số của xã này là 1.535 người.